# Movimento (geometria)
Na geometria, um movimento é uma isometria de um espaço métrico. Por exemplo, um plano com distância euclidiana como métrica é um espaço métrico em que uma transformação que associa figuras congruentes é um movimento. De modo mais geral, o termo movimento é um sinônimo de isometria sobrejetora em uma geometria métrica, o que inclui a geometria elíptica e a geometria hiperbólica. Neste último caso, movimentos hiperbólicos fornecem uma abordagem do tema para iniciantes.
Na geometria diferencial, um difeomorfismo é chamado de movimento se induz uma isometria entre o espaço tangente em um ponto de uma variedade e o espaço tangente na imagem daquele ponto.
Dada uma geometria, o conjunto de movimentos forma um grupo sob composição de transformações. Este grupo de movimentos é notório por suas propriedades. Quando o espaço subjacente é uma variedade de Riemann, o grupo de movimentos é um grupo de Lie. Além disso, a variedade tem curvatura constante se, e somente se, para cada par de pontos e cada isometria, há um movimento que leva um ponto até o outro para o qual o movimento induz a isometria.
Na relatividade especial, a ideia de grupo de movimentos tem sido avançada como movimentos lorentzianos. Por exemplo, ideias fundamentais foram estabelecidas para um plano caracterizado pela forma quadrática {\displaystyle x^{2}-y^{2}\ } no American Mathematical Monthly.